# Austria ai Giochi della XXXIII Olimpiade
L'Austria ha partecipato ai Giochi della XXXIII Olimpiade che si sono svolti  a Parigi dal 26 luglio all'11 agosto 2024, con una delegazione di 84 atleti, 48 uomini e 36 donne in 21 sport e 25 discipline.
I portabandiera alla cerimonia di apertura sono stati Felix Oschmautz e Michaela Polleres.

## Delegazione
| Sport                | Uomini | Donne | Totale |
| -------------------- | ------ | ----- | ------ |
| Arrampicata sportiva | 1      | 1     | 2      |
| Atletica leggera     | 4      | 3     | 7      |
| Badminton            | 1      | 0     | 1      |
| Beach volley         | 2      | 0     | 2      |
| Canoa/kayak          | 1      | 2     | 3      |
| Canottaggio          | 0      | 3     | 3      |
| Ciclismo             | 6      | 4     | 10     |
| Equitazione          | 7      | 3     | 10     |
| Ginnastica           | 1      | 1     | 2      |
| Golf                 | 1      | 2     | 3      |
| Judo                 | 3      | 3     | 6      |
| Nuoto                | 8      | 1     | 9      |
| Nuoto artistico      | 0      | 2     | 2      |
| Taekwondo            | 0      | 1     | 1      |
| Tennis               | 1      | 1     | 2      |
| Tennistavolo         | 1      | 1     | 2      |
| Tiro                 | 3      | 2     | 5      |
| Tiro con l'arco      | 0      | 1     | 1      |
| Triathlon            | 2      | 2     | 4      |
| Tuffi                | 1      | 0     | 1      |
| Vela                 | 5      | 4     | 9      |
| Totale               | 48     | 36    | 84     |

## Risultati

### Arrampicata sportiva
| Atleta         | Evento         | Qualificazione | Qualificazione | Qualificazione | Qualificazione | Qualificazione | Qualificazione | Finale    | Finale    | Finale    | Finale    | Finale | Finale |
| Atleta         | Evento         | Boulder        | Boulder        | Lead           | Lead           | Totale         | Rank           | Boulder   | Boulder   | Lead      | Lead      | Totale | Rank   |
| Atleta         | Evento         | Risultato      | Posizione      | Risultato      | Posizione      | Totale         | Rank           | Risultato | Posizione | Risultato | Posizione | Totale | Rank   |
| -------------- | -------------- | -------------- | -------------- | -------------- | -------------- | -------------- | -------------- | --------- | --------- | --------- | --------- | ------ | ------ |
| Jakob Schubert | Gara maschile  | 48.7           | 6º             | 54.1           | 6º             | 98.8           | 5º Q           | 43.6      | 5º        | 96.0      | 1º        | 139.6  | Bronzo |
| Jessica Pilz   | Gara femminile | 68.8           | 6ª             | 88.1           | 3ª             | 156.9          | 2ª Q           | 59.3      | 6ª        | 88.1      | 2ª        | 147.4  | Bronzo |

### Atletica leggera
| Q | Qualificato al turno successivo per la posizione in qualificazione                                                           |
| q | Qualificato per il turno successivo per ripescaggio o, negli eventi su campo, conquistando la misura minima per qualificarsi |

Maschile
Eventi su pista e strada
| Atleta            | Evento         | Batteria  | Batteria  | Ripescaggio     | Ripescaggio     | Semifinale      | Semifinale      | Finale          | Finale          |
| Atleta            | Evento         | Risultato | Posizione | Risultato       | Posizione       | Risultato       | Posizione       | Risultato       | Posizione       |
| ----------------- | -------------- | --------- | --------- | --------------- | --------------- | --------------- | --------------- | --------------- | --------------- |
| Markus Fuchs      | 100 m piani    | 10"59     | 8º        | Non qualificato | Non qualificato | Non qualificato | Non qualificato | Non qualificato | Non qualificato |
| Raphael Pallitsch | 1500 m piani   | 3'38"20   | 11º R     | 3'39"32         | 32º             | Non qualificato | Non qualificato | Non qualificato | Non qualificato |
| Enzo Diessl       | 110 m ostacoli | 13"63     | 6º R      | 13"56           | 4º              | Non qualificato | Non qualificato | Non qualificato | Non qualificato |

Eventi su campo
| Atleta              | Evento           | Qualifica | Qualifica | Finale  | Finale    |
| Atleta              | Evento           | Misura    | Posizione | Misura  | Posizione |
| ------------------- | ---------------- | --------- | --------- | ------- | --------- |
| Lukas Weißhaidinger | Lancio del disco | 66,72 m   | 3º Q      | 67,54 m | 5º        |

Femminile
Eventi su pista e strada
| Atleta             | Evento      | Batteria  | Batteria  | Ripescaggio | Ripescaggio | Semifinale | Semifinale | Finale          | Finale          |
| Atleta             | Evento      | Risultato | Posizione | Risultato   | Posizione   | Risultato  | Posizione  | Risultato       | Posizione       |
| ------------------ | ----------- | --------- | --------- | ----------- | ----------- | ---------- | ---------- | --------------- | --------------- |
| Susanne Gogl-Walli | 400 m piani | 50"67     | 2ª Q      | Bye         | Bye         | 51"17      | 7ª         | Non qualificata | Non qualificata |
| Julia Mayer        | Maratona    | N.D.      | N.D.      | N.D.        | N.D.        | N.D.       | N.D.       | 2h35'14"        | 55ª             |

Eventi su campo
| Atleta          | Evento                 | Qualifica | Qualifica | Finale          | Finale          |
| Atleta          | Evento                 | Misura    | Posizione | Misura          | Posizione       |
| --------------- | ---------------------- | --------- | --------- | --------------- | --------------- |
| Victoria Hudson | Lancio del giavellotto | 59,69 m   | 20ª       | Non qualificata | Non qualificata |

### Badminton

#### Singolo
| Atleta                    | Evento           | Girone                          | Girone                          | Girone | Ottavi               | Quarti               | Semifinale           | Finale / FB          | Finale / FB     |
| Atleta                    | Evento           | Avversario Punteggio            | Avversario Punteggio            | Pos.   | Avversario Punteggio | Avversario Punteggio | Avversario Punteggio | Avversario Punteggio | Pos.            |
| ------------------------- | ---------------- | ------------------------------- | ------------------------------- | ------ | -------------------- | -------------------- | -------------------- | -------------------- | --------------- |
| Collins-Valentine Filimon | Singolo maschile | Antonsen (DNK) S (10–21, 18–21) | Dwicahyo (AZE) S (18–21, 11–21) | 3ª     | Non qualificato      | Non qualificato      | Non qualificato      | Non qualificato      | Non qualificato |

### Beach volley
| Julian Hörl Alexander Horst | Maschile | Evandro / Arthur (BRA) S (16–21, 16–21) | Perušič / Schweiner (CZE) S (18–21, 13–21) | Schachter / Dearing S (16–21, 15–21) | 4ª | Non qualificati | Non qualificati | Non qualificati | Non qualificati | Non qualificati | 19ª |